# Guatteria odorata
Guatteria odorata este o specie de plante angiosperme din genul Guatteria, familia Annonaceae, descrisă de Robert Elias Fries. Conform Catalogue of Life specia Guatteria odorata nu are subspecii cunoscute.